# Barleria arnottiana
Barleria arnottiana är en akantusväxtart som beskrevs av Christian Gottfried Daniel Nees von Esenbeck. Barleria arnottiana ingår i släktet Barleria och familjen akantusväxter. Utöver nominatformen finns också underarten B. a. glabra.